# Southern Poverty Law Center
Southern Poverty Law Center (SPLC) er en amerikansk menneskeretsorganisation, der arbejder for menneskerettigheder og imod racisme og hadforbrydelser.
Organisationen er blandt andet kendt for sit arbejde med kortlægning af højreradikale grupper, og juridisk hjælp til ofre for hadforbrydelser. SPLC har sit hovedkontor i Montgomery, Alabama.

## Historie
Organisationen blev stiftet i 1971 af advokaterne Joseph Levin og Morris Dees samt aktivisten Julian Bond, med det formål at føre retssager til fordel for borgere udsat for diskrimination.
Organisationen har vundet flere retssager, eksempelvis Paradise v. Alléen, som indebar at politiet i Alabama blev forhindret i at diskriminere ved ansættelse. Dette førte til, at flere afroamerikanere blev ansat inden for politiet.
En anden sag førte til, at hadgruppen Southern White Knights blev dømt til at betale en så høj skadeserstatning, at de senere opløstes.
I et andet tilfælde stævnede SPLC den højreekstremistiske gruppe Ku Klux Klan, hvilket resulterede i at gruppen blev tvunget til at slutte sine hadbaserede aktiviteter.
Organisationen har også arbejdet juridisk for grupper så som arbejdende kvinder og personer som bruger USA's velfærdsystem, samt for at påpege den høje andel af afroamerikanere i amerikanske fængsler.
SPLC overvåger desuden forskellige især højreorienterede ekstremistgrupper i USA, hvilket har fået anerkendelse af såvel som den amerikanske kongres og FN.